# 西南獐牙菜
西南獐牙菜（学名：Swertia cincta）为龙胆科獐牙菜属下的一个种。

## 扩展阅读
- 維基物種上的相關：西南獐牙菜